# 무크린 빈 압둘아지즈 알사우드
무크린 빈 압둘아지즈 알사우드(아랍어: مقرن بن عبدالعزيز آل سعود, 1945년 9월 15일 ~ )는 사우디아라비아의 왕세자(재위: 2015년 1월 23일 ~ 2015년 4월 29일)였다. 초대 사우디아라비아 국왕 이븐 사우드의 35번째 아들이다.
살만 빈 압둘아지즈 알사우드 국왕이 자신의 조카 무하마드 빈 나예프를 왕세자에 책봉하면서 폐위되어, 2015년 4월 29일 왕세자 자리에 물러났다.